# Saint-Paul (Oregon)
St. Paul est une ville américaine située dans l'État de l'Oregon et dans le Comté de Marion.

## Démographie
Au recensement de 2010, sa population était de 421 hab dont 147 ménages et 113 familles résidentes. La densité de population était de 560,5 hab/km2
La répartition ethnique était de 94,1% d'Euro-Américains et 5,9% d'autres races.
En 2000, le revenu moyen par habitant était de 19 114 dollars avec 11,3% vivant sous le seuil de pauvreté.

## Crédit d'auteurs
- (en) Cet article est partiellement ou en totalité issu de l’article de Wikipédia en anglais intitulé « St. Paul, Oregon » (voir la liste des auteurs).